# Change the World (EP)
 Change the World ist die zweite EP von Ringo Starr nach der Trennung der Beatles. Sie wurde am 24. September 2021 in Großbritannien, Deutschland und den USA veröffentlicht.

## Entstehungsgeschichte
Ringo Starr beschloss nach der Fertigstellung seines Albums What’s My Name zukünftig nur noch EPs aufzunehmen.
Seit den Aufnahmen zu seinem Studioalbum Y Not, so auch bei der EP Change the World, ist Bruce Sugar Co-Produzent. Die exakten Aufnahmezeiten der vier Lieder der EP sind nicht dokumentiert. Die Studioaufnahmen erfolgten, wie bei den Vorgängeralben in dem Rocca Bella Studio, das sich in einem Gästehaus von Ringo Starr in Los Angeles befindet, und die Einspielungen der Musiker erfolgten je nach zeitlicher Verfügbarkeit der einzelnen Künstler.
Wie bei der Vorgänger-EP waren an diesem Album erneut prominente Musiker beteiligt. Es wirkten unter anderem Joe Walsh, Joseph Williams, Linda Perry und Steve Lukather mit. Die Botschaft der EP sei laut Ringo Starr die Umwelt und die Lebensbedingungen für nachfolgende Generationen in einem besseren Zustand zu hinterlassen. Ringo Starr ergänzte: „Die Hälfte der Welt hungert, hat kein Wasser. Jeder weiß, dass ich WaterAid unterstütze, weil ich glaube, dass selbst wenn man gar nichts hat, man zumindest sauberes Trinkwasser haben sollte. Das ist notwendig. Manche Menschen trinken dreckiges, verschmutztes Wasser. In ein paar Jahren wird uns das Atmen wegen der Luftverschmutzung schwerer fallen.“
Rock Around the Clock nahm Starr aufgrund von Jugenderinnerungen an den gleichnamigen Film auf. Just That Way ist eine Reggaecomposition, wie schon bei der Vorgänger EP Zoom In das Lied Waiting for the Tide to Turn. Starr mag laut eigener Aussage Reggae, „wobei aber keine Absicht besteht ein Reggae-Lied zu komponieren, es passiert einfach“. Linda Perry wurde telefonisch gebeten ein Lied für die EP beizusteuern, so komponierte sie Coming Undone als Auftragsarbeit. Starrs Ziel war es bei den Aufnahmen vordergründig Spaß zu haben.
Change the World ist das achte Album/EP von Ringo Starr, das bei Universal erschien.

## Covergestaltung
Das Cover entwarf Vartan. Der CD liegt ein aufklappbares achtseitiges Begleitheft bei, das Informationen zum Album enthält. Das Coverfoto stammt von Scott Ritchie.

## Titelliste
1. Let’s Change the World (Steve Lukather/Joseph Williams) – 4:14
2. Just That Way (Richard Starkey  a /Bruce Sugar) – 3:29
3. Coming Undone (Linda Perry) – 3:20
4. Rock Around the Clock (Max C. Freedman/James E. Myers) – 2:14

## Singleauskopplungen
Als Singleauskopplungen erschien am 13. August 2021 Let’s Change the World. Von dem Lied wurde ein Musikvideo hergestellt. Ringo Starr sagte zum Video: "Ich wollte dieses Video mit Kindern machen, weil sie unsere Zukunft sind und das ist für sie. Sie verdienen sauberes Wasser und frische Luft. Ich glaube, wir sollten diesen Planeten in einem besseren Zustand lassen, als wir ihn für unsere Kinder gefunden haben, und im Moment tun wir das nicht. Die Hälfte der Welt brennt und die andere Hälfte steht unter Wasser. Wir müssen uns ändern, und ich glaube, das können wir."
Am 22. Oktober 2021 wurde Rock Around the Clock als Single veröffentlicht, von dem Lied wurde ebenfalls ein Musikvideo hergestellt.

## Chartplatzierungen
| ChartsChartplatzierungen | Höchstplatzierung | Wochen |
| ------------------------ | ----------------- | ------ |
| Österreich (Ö3)          | 51 (1 Wo.)        | 1      |
| Schweiz (IFPI)           | 56 (1 Wo.)        | 1      |

## Sonstiges
Eine Veröffentlichung als LP im 10″- Format erfolgte am 19. November 2021.